# Temporada 1957 de Fórmula 1
La temporada 1957 de Fórmula 1 fue la 8.ª del Campeonato Mundial de Fórmula 1 de la FIA. Se disputó entre el 13 de enero y el 8 de septiembre. El campeonato consistió en ocho carreras, siete de Fórmula 1 más la Indianápolis 500, disputada bajo las reglas de la AAA. Juan Manuel Fangio obtuvo su cuarto campeonato consecutivo, el quinto y último de su carrera.

## Resumen de la temporada
Fangio volvió a cambiar de equipo, uniéndose a Maserati antes del inicio de la temporada. La decisión resultó ser un acierto, dado que su antiguo equipo, Ferrari (con Peter Collins, Eugenio Castellotti y el retornado Mike Hawthorn) fue incapaz de ganar una sola carrera. Castellotti y el español Alfonso de Portago murieron en accidentes fuera de la competición. El piloto al que Fangio sustituía en Maserati, Stirling Moss, fichó por Vanwall. Entre él y Fangio ganaron todas las carreras de la temporada (excepto las 500 Millas de Indianápolis), Fangio ganando cuatro y Moss tres. Al finalizar la temporada se anunció que Fangio se retiraba de la Fórmula 1. Maserati también se retiraba, alegando razones económicas. 1957 fue también el último año que repartía puntos a los pilotos que compartían un mismo coche.
Al igual que la temporada anterior, la Crisis de Suez provocó problemas en el suministro de combustible, que llevaron a la cancelación de los Grandes Premios de España, Bélgica y Países Bajos.

## Escuderías y pilotos
| Escudería                 | Chasis    | Chasis  | Motor                                        | Pilotos                 | Rondas      |
| ------------------------- | --------- | ------- | -------------------------------------------- | ----------------------- | ----------- |
| Officine Alfieri Maserati | Maserati  | 250F    | Maserati 250F1 2.5 L6 Maserati 250F1 2.5 V12 | Juan Manuel Fangio      | 1–2, 4–8    |
| Officine Alfieri Maserati | Maserati  | 250F    | Maserati 250F1 2.5 L6 Maserati 250F1 2.5 V12 | Stirling Moss           | 1           |
| Officine Alfieri Maserati | Maserati  | 250F    | Maserati 250F1 2.5 L6 Maserati 250F1 2.5 V12 | Jean Behra              | 1, 4–8      |
| Officine Alfieri Maserati | Maserati  | 250F    | Maserati 250F1 2.5 L6 Maserati 250F1 2.5 V12 | Carlos Menditéguy       | 1–2, 4–5    |
| Officine Alfieri Maserati | Maserati  | 250F    | Maserati 250F1 2.5 L6 Maserati 250F1 2.5 V12 | Giorgio Scarlatti       | 2, 6–8      |
| Officine Alfieri Maserati | Maserati  | 250F    | Maserati 250F1 2.5 L6 Maserati 250F1 2.5 V12 | Harry Schell            | 2, 4–8      |
| Officine Alfieri Maserati | Maserati  | 250F    | Maserati 250F1 2.5 L6 Maserati 250F1 2.5 V12 | Hans Herrmann           | 2           |
| Scuderia Ferrari          | Ferrari   | 801     | Ferrari DS50 2.5 V8                          | Peter Collins           | 1–2, 4–6, 8 |
| Scuderia Ferrari          | Ferrari   | 801     | Ferrari DS50 2.5 V8                          | Luigi Musso             | 1, 4–8      |
| Scuderia Ferrari          | Ferrari   | 801     | Ferrari DS50 2.5 V8                          | Eugenio Castellotti     | 1           |
| Scuderia Ferrari          | Ferrari   | 801     | Ferrari DS50 2.5 V8                          | Mike Hawthorn           | 1–2, 4–6, 8 |
| Scuderia Ferrari          | Ferrari   | 801     | Ferrari DS50 2.5 V8                          | Wolfgang von Trips      | 1–2, 8      |
| Scuderia Ferrari          | Ferrari   | 801     | Ferrari DS50 2.5 V8                          | Cesare Perdisa          | 1           |
| Scuderia Ferrari          | Ferrari   | 801     | Ferrari DS50 2.5 V8                          | Alfonso de Portago      | 1           |
| Scuderia Ferrari          | Ferrari   | 801     | Ferrari DS50 2.5 V8                          | José Froilán González   | 1           |
| Scuderia Ferrari          | Ferrari   | 801     | Ferrari DS50 2.5 V8                          | Maurice Trintignant     | 2, 4–5      |
| Scuderia Centro Sud       | Maserati  | 250F    | Maserati 250F1 2.5 L6                        | Harry Schell            | 1           |
| Scuderia Centro Sud       | Maserati  | 250F    | Maserati 250F1 2.5 L6                        | Jo Bonnier              | 1, 7–8      |
| Scuderia Centro Sud       | Maserati  | 250F    | Maserati 250F1 2.5 L6                        | Masten Gregory          | 2, 6–8      |
| Scuderia Centro Sud       | Maserati  | 250F    | Maserati 250F1 2.5 L6                        | André Simon             | 2           |
| Scuderia Centro Sud       | Maserati  | 250F    | Maserati 250F1 2.5 L6                        | Hans Herrmann           | 6           |
| Scuderia Centro Sud       | Ferrari   | 500     | Ferrari 625 2.5 L4                           | Alejandro de Tomaso     | 1           |
| Luigi Piotti              | Maserati  | 250F    | Maserati 250F1 2.5 L6                        | Luigi Piotti            | 1–2, 7–8    |
| Owen Racing Organisation  | BRM       | P25     | BRM P25 2.5 L4                               | Ron Flockhart           | 2, 4        |
| Owen Racing Organisation  | BRM       | P25     | BRM P25 2.5 L4                               | Roy Salvadori           | 2           |
| Owen Racing Organisation  | BRM       | P25     | BRM P25 2.5 L4                               | Herbert MacKay-Fraser   | 4           |
| Owen Racing Organisation  | BRM       | P25     | BRM P25 2.5 L4                               | Jack Fairman            | 5           |
| Owen Racing Organisation  | BRM       | P25     | BRM P25 2.5 L4                               | Les Leston              | 5           |
| Connaught Engineering     | Connaught | Type B  | Alta GP 2.5 L4                               | Stuart Lewis-Evans      | 2           |
| Connaught Engineering     | Connaught | Type B  | Alta GP 2.5 L4                               | Ivor Bueb               | 2           |
| Cooper Car Company        | Cooper    | T43     | Climax FPF 2.0 L4                            | Jack Brabham            | 2, 4, 7     |
| Cooper Car Company        | Cooper    | T43     | Climax FPF 2.0 L4                            | Les Leston              | 2           |
| Cooper Car Company        | Cooper    | T43     | Climax FPF 2.0 L4                            | Mike MacDowel           | 4           |
| Cooper Car Company        | Cooper    | T43     | Climax FPF 2.0 L4                            | Roy Salvadori           | 5, 7        |
| Cooper Car Company        | Cooper    | T43     | Climax FPF 1.5 L4                            | Roy Salvadori           | 6           |
| Vandervell Products       | Vanwall   | VW 5    | Vanwall 254 2.5 L4                           | Stirling Moss           | 2, 5–8      |
| Vandervell Products       | Vanwall   | VW 5    | Vanwall 254 2.5 L4                           | Tony Brooks             | 2, 5–8      |
| Vandervell Products       | Vanwall   | VW 5    | Vanwall 254 2.5 L4                           | Stuart Lewis-Evans      | 4–8         |
| Vandervell Products       | Vanwall   | VW 5    | Vanwall 254 2.5 L4                           | Roy Salvadori           | 4           |
| H.H. Gould                | Maserati  | 250F    | Maserati 250F1 2.5 L6                        | Horace Gould            | 2, 4–8      |
| Jo Bonnier                | Maserati  | 250F    | Maserati 250F1 2.5 L6                        | Jo Bonnier              | 5           |
| Gilby Engineering         | Maserati  | 250F    | Maserati 250F1 2.5 L6                        | Ivor Bueb               | 5           |
| R.R.C. Walker Racing Team | Cooper    | T43     | Climax FPF 2.0 L4                            | Jack Brabham            | 5           |
| R.R.C. Walker Racing Team | Cooper    | T43     | Climax FPF 1.5 L4                            | Jack Brabham            | 6           |
| Bob Gerard                | Cooper    | T44     | Bristol BS2 2.2 L6                           | Bob Gerard              | 5           |
| Bruce Halford             | Maserati  | 250F    | Maserati 250F1 2.5 L6                        | Bruce Halford           | 6–8         |
| Dr Ing F. Porsche KG      | Porsche   | RS550   | Porsche 547/3 1.5 F4                         | Umberto Maglioli        | 6           |
| Dr Ing F. Porsche KG      | Porsche   | RS550   | Porsche 547/3 1.5 F4                         | Edgar Barth             | 6           |
| Ridgeway Management       | Cooper    | T43 T41 | Climax FPF 1.5 L4                            | Tony Marsh              | 6           |
| Ridgeway Management       | Cooper    | T43 T41 | Climax FPF 1.5 L4                            | Paul England            | 6           |
| Ecurie Maarsbergen        | Porsche   | RS550   | Porsche 547/3 1.5 F4                         | Carel Godin de Beaufort | 6           |
| J.B. Naylor               | Cooper    | T43     | Climax FPF 1.5 L4                            | Brian Naylor            | 6           |
| Dick Gibson               | Cooper    | T43     | Climax FPF 1.5 L4                            | Dick Gibson             | 6           |
| Francesco Godia Sales     | Maserati  | 250F    | Maserati 250F1 2.5 L6                        | Paco Godia              | 6–8         |
| Ottorino Volonterio       | Maserati  | 250F    | Maserati 250F1 2.5 L6                        | Ottorino Volonterio     | 8           |
| Ottorino Volonterio       | Maserati  | 250F    | Maserati 250F1 2.5 L6                        | André Simon             | 8           |

- Sobre fondo rosa, pilotos de Fórmula 2 que participaron en el Gran Premio de Alemania de 1957
- No se incluyen aquellos pilotos que solo participaron en las 500 Millas de Indianápolis

## Resultados
| Ronda | Carrera                     | Circuito          | Fecha           | Poles position     | Vuelta Rápida      | Piloto Ganador            | Constructor Ganador | Resultados |
| ----- | --------------------------- | ----------------- | --------------- | ------------------ | ------------------ | ------------------------- | ------------------- | ---------- |
| 1     | Gran Premio de Argentina    | Buenos Aires      | 13 de enero     | Stirling Moss      | Stirling Moss      | Juan Manuel Fangio        | Maserati            | Resultados |
| 2     | Gran Premio de Mónaco       | Mónaco            | 19 de mayo      | Juan Manuel Fangio | Juan Manuel Fangio | Juan Manuel Fangio        | Maserati            | Resultados |
| 3     | 500 Millas de Indianápolis  | Indianapolis      | 30 de mayo      | Pat O'Connor       | Jim Rathmann       | Sam Hanks                 | Epperly-Offenhauser | Resultados |
| 4     | Gran Premio de Francia      | Rouen-Les-Essarts | 7 de julio      | Juan Manuel Fangio | Luigi Musso        | Juan Manuel Fangio        | Maserati            | Resultados |
| 5     | Gran Premio de Gran Bretaña | Aintree           | 20 de julio     | Stirling Moss      | Stirling Moss      | Tony Brooks Stirling Moss | Vanwall             | Resultados |
| 6     | Gran Premio de Alemania     | Nürburgring       | 4 de agosto     | Juan Manuel Fangio | Juan Manuel Fangio | Juan Manuel Fangio        | Maserati            | Resultados |
| 7     | Gran Premio de Pescara      | Pescara           | 18 de agosto    | Juan Manuel Fangio | Stirling Moss      | Stirling Moss             | Vanwall             | Resultados |
| 8     | Gran Premio de Italia       | Monza             | 8 de septiembre | Stuart Lewis-Evans | Tony Brooks        | Stirling Moss             | Vanwall             | Resultados |

## Clasificaciones

### Sistema de puntuación
- Puntuaban los cinco primeros de cada carrera.
- Para el campeonato de pilotos solo contabilizaban los cinco mejores resultados obtenidos por cada competidor.
- En caso de que varios pilotos, por circunstancias de la carrera, compitieran con un mismo vehículo, los puntos serían divididos equitativamente entre todos los pilotos que condujeran el vehículo, incluso si más de un vehículo de los conducidos obtiene puntos, salvo que se considerara que uno de los pilotos no hubiera completado una distancia suficiente

| Posición | 1.º | 2.º | 3.º | 4.º | 5.º | VR |
| Puntos   | 8   | 6   | 4   | 3   | 2   | 1  |

### Campeonato de Pilotos
| Pos. | Piloto                  | ARG      | MON        | 500 | FRA      | GBR       | GER | PES | ITA      | Puntos  |
| ---- | ----------------------- | -------- | ---------- | --- | -------- | --------- | --- | --- | -------- | ------- |
| 1    | Juan Manuel Fangio      | 1        | 1          |     | 1        | Ret       | 1   | 2   | (2)      | 40 (46) |
| 2    | Stirling Moss           | 8        | Ret        |     |          | 1‡ / Ret‡ | 5   | 1   | 1        | 25      |
| 3    | Luigi Musso             | Ret      |            |     | 2        | 2         | 4   | Ret | 8        | 16      |
| 4    | Mike Hawthorn           | Ret      | Ret‡ / Ret |     | 4        | 3         | 2   |     | 6        | 13      |
| 5    | Tony Brooks             |          | 2          |     |          | 1‡ / Ret‡ | 9   | Ret | 7        | 11      |
| 6    | Masten Gregory          |          | 3          |     |          |           | 8   | 4   | 4        | 10      |
| 7    | Harry Schell            | 4        | Ret‡ / Ret |     | 5        | Ret       | 7   | 3   | 5‡ / Ret | 10      |
| 8    | Sam Hanks               |          |            | 1   |          |           |     |     |          | 8       |
| 9    | Peter Collins           | 6‡ / Ret | Ret        |     | 3        | Ret / 4‡  | 3   |     | Ret      | 8       |
| 10   | Jim Rathmann            |          |            | 2   |          |           |     |     |          | 7       |
| 11   | Jean Behra              | 2        |            |     | 6        | Ret       | 6   | Ret | Ret      | 6       |
| 12   | Stuart Lewis-Evans      |          | 4          |     | Ret      | 7         | Ret | 5   | Ret      | 5       |
| 13   | Maurice Trintignant     |          | 5          |     | Ret      | 4‡        |     |     |          | 5       |
| 14   | Wolfgang von Trips      | 6‡       | Ret‡       |     |          |           |     |     | 3        | 4       |
| 15   | Carlos Menditéguy       | 3        | Ret        |     | Ret      | Ret       |     |     |          | 4       |
| 16   | Jimmy Bryan             |          |            | 3   |          |           |     |     |          | 4       |
| 17   | Paul Russo              |          |            | 4   |          |           |     |     |          | 3       |
| 18   | Roy Salvadori           |          | DNQ        |     | Ret      | 5         |     | Ret |          | 2       |
| 19   | Andy Linden             |          |            | 5   |          |           |     |     |          | 2       |
| 20   | Giorgio Scarlatti       |          | Ret†       |     |          |           | 10  | 6   | 5‡       | 1       |
| 21   | Alfonso de Portago      | 5‡       |            |     |          |           |     |     |          | 1       |
| 22   | José Froilán González   | 5‡       |            |     |          |           |     |     |          | 1       |
| NC   | Jack Brabham            |          | 6          |     | 7‡ / Ret | Ret       |     | 7   |          | 0       |
| NC   | Johnny Boyd             |          |            | 6   |          |           |     |     |          | 0       |
| NC   | Bob Gerard              |          |            |     |          | 6         |     |     |          | 0       |
| NC   | Cesare Perdisa          | 6†       |            |     |          |           |     |     |          | 0       |
| NC   | Joakim Bonnier          | 7        |            |     |          | Ret       |     | Ret | Ret      | 0       |
| NC   | Marshall Teague         |          |            | 7   |          |           |     |     |          | 0       |
| NC   | Mike MacDowel           |          |            |     | 7‡       |           |     |     |          | 0       |
| NC   | Ivor Bueb               |          | Ret        |     |          | 8         |     |     |          | 0       |
| NC   | Pat O'Connor            |          |            | 8   |          |           |     |     |          | 0       |
| NC   | Paco Godia              |          |            |     |          |           | Ret | Ret | 9        | 0       |
| NC   | Alejandro de Tomaso     | 9        |            |     |          |           |     |     |          | 0       |
| NC   | Bob Veith               |          |            | 9   |          |           |     |     |          | 0       |
| NC   | Luigi Piotti            | 10       | DNQ        |     |          |           |     | Ret | Ret      | 0       |
| NC   | Horace Gould            |          | Ret        |     | Ret      | DNS       | Ret | Ret | 10       | 0       |
| NC   | Gene Hartley            |          |            | 10  |          |           |     |     |          | 0       |
| NC   | Bruce Halford           |          |            |     |          |           | 11  | Ret | Ret      | 0       |
| NC   | Jack Turner             |          |            | 11  |          |           |     |     |          | 0       |
| NC   | Ottorino Volonterio     |          |            |     |          |           |     |     | 11‡      | 0       |
| NC   | André Simon             |          | DNQ        |     |          |           |     |     | 11‡      | 0       |
| NC   | Johnny Thomson          |          |            | 12  |          |           |     |     |          | 0       |
| NC   | Bob Christie            |          |            | 13  |          |           |     |     |          | 0       |
| NC   | Chuck Weyant            |          |            | 14  |          |           |     |     |          | 0       |
| NC   | Tony Bettenhausen       |          |            | 15  |          |           |     |     |          | 0       |
| NC   | Johnnie Parsons         |          |            | 16  |          |           |     |     |          | 0       |
| NC   | Don Freeland            |          |            | 17  |          |           |     |     |          | 0       |
| NC   | Edgar Barth             |          |            |     |          |           | 12  |     |          | 0       |
| NC   | Brian Naylor            |          |            |     |          |           | 13  |     |          | 0       |
| NC   | Carel Godin de Beaufort |          |            |     |          |           | 14  |     |          | 0       |
| NC   | Tony Marsh              |          |            |     |          |           | 15  |     |          | 0       |
| NC   | Ron Flockhart           |          | Ret        |     | Ret      |           |     |     |          | 0       |
| NC   | Hans Herrmann           |          | DNQ        |     |          |           | Ret |     |          | 0       |
| NC   | Les Leston              |          | DNQ        |     |          | Ret       |     |     |          | 0       |
| NC   | Eugenio Castellotti     | Ret      |            |     |          |           |     |     |          | 0       |
| NC   | Jimmy Reece             |          |            | Ret |          |           |     |     |          | 0       |
| NC   | Don Edmunds             |          |            | Ret |          |           |     |     |          | 0       |
| NC   | Johnnie Tolan           |          |            | Ret |          |           |     |     |          | 0       |
| NC   | Al Herman               |          |            | Ret |          |           |     |     |          | 0       |
| NC   | Fred Agabashian         |          |            | Ret |          |           |     |     |          | 0       |
| NC   | Eddie Sachs             |          |            | Ret |          |           |     |     |          | 0       |
| NC   | Mike Magill             |          |            | Ret |          |           |     |     |          | 0       |
| NC   | Eddie Johnson           |          |            | Ret |          |           |     |     |          | 0       |
| NC   | Bill Cheesbourg         |          |            | Ret |          |           |     |     |          | 0       |
| NC   | Al Keller               |          |            | Ret |          |           |     |     |          | 0       |
| NC   | Jimmy Daywalt           |          |            | Ret |          |           |     |     |          | 0       |
| NC   | Ed Elisian              |          |            | Ret |          |           |     |     |          | 0       |
| NC   | Rodger Ward             |          |            | Ret |          |           |     |     |          | 0       |
| NC   | Troy Ruttman            |          |            | Ret |          |           |     |     |          | 0       |
| NC   | Eddie Russo             |          |            | Ret |          |           |     |     |          | 0       |
| NC   | Elmer George            |          |            | Ret |          |           |     |     |          | 0       |
| NC   | Herbert MacKay-Fraser   |          |            |     | Ret      |           |     |     |          | 0       |
| NC   | Jack Fairman            |          |            |     |          | Ret       |     |     |          | 0       |
| Pos. | Piloto                  | ARG      | MON        | 500 | FRA      | GBR       | GER | PES | ITA      | Puntos  |

| Color      | Resultado                          |
| ---------- | ---------------------------------- |
| Oro        | Ganador                            |
| Plata      | 2.º puesto                         |
| Bronce     | 3.er puesto                        |
| Verde      | Finalizó en los puntos             |
| Azul       | Finalizó sin puntos                |
| Azul       | NC - No clasificado                |
| Violeta    | Ret - No terminó                   |
| Rojo       | DNQ - No se clasificó              |
| Rojo       | DNPQ - No se preclasificó          |
| Negro      | DSQ - Descalificado                |
| Blanco     | DNS - No empezó                    |
| Blanco     | WD - Retirado                      |
| Blanco     | C - Carrera cancelada              |
| Azul claro | TD - Entrenamientos libres (2003-) |
| Sin color  | DNP - Inscrito, pero no participó  |
| Sin color  | INJ - Inscrito, pero lesionado     |
| Sin color  | EX - Excluido                      |

| Estado  | Resultado                                                                             |
| ------- | ------------------------------------------------------------------------------------- |
| Negrita | Pole position                                                                         |
| Cursiva | Vuelta rápida                                                                         |
| 1-8     | Posiciones puntuables de clasificación sprint (2021-)                                 |
| †       | No acabó el Gran Premio, pero fue clasificado ya que completó el porcentaje necesario |
| ‡       | Monoplaza compartido                                                                  |
| ~       | Se otorgó la mitad de puntos ya que no se cumplió con el 75% de la carrera            |
| ≠       | No obtuvo puntos ya que era piloto invitado                                           |
| F2      | Inscrito para carrera de Fórmula 2, no sumaba puntos                                  |

#### Leyenda adicional
- Las puntuaciones sin paréntesis corresponden al cómputo oficial del Campeonato
  - La suma de la puntuación únicamente de los 5 mejores resultados del Campeonato, sin tener en cuenta los puntos que se hubieran obtenido en el resto de carreras.
- Las puntuaciones (entre paréntesis) corresponden al cómputo total de puntos obtenidos
  - La suma de la puntuación de todos los resultados del Campeonato, incluyendo los puntos obtenidos en carreras que no son computados para la clasificación final.